# Țiganiada
Țiganiada sau Tabăra țiganilor (ediție definitivă de Jacques Byck, 1800-1812) este prima epopee în limba română, fiind scrisă de Ion Budai-Deleanu, un reprezentant al Școlii Ardelene.
„Poemationul eroi-comic” Țiganiada tratează un subiect alegoric cu tendințe satirice, antifeudale și anticlericale, fiind o scriere complexă și neașteptat de modernă care conține numeroase idei iluministe.

## Rezumat

### Prolog
Autorul, sub masca poetului Leonachi Dianeu (Leon Dianeu fiind o anagramă pentru Ion Deleanu), începe prin a evoca, cu admirație și respect, măreția apusă a Troiei și Romei — o măreție transmisă până în zilele noastre grație epopeilor nemuritoare ale literaturii clasice greco-romane: Iliada, Odiseea, Eneida. Asemenea opere nu au fost scrise în Dacia, deși istorii înălțătoare au existat și pe aceste meleaguri: unor Ștefan, „principul Moldavii”, sau Mihai, „domnul Ungro–Vlahii” nu le lipsea decât un „Omer”. 
Autorul ar fi vrut să umple el însuși această lipsă, dar, arată el cu modestie, i-au lipsit mijloacele artistice necesare unei asemenea opere. În elanul lui către „sfântariul muzelor”, el a căzut din cer și a ajuns într-o baltă. L-a trezit orăcăitul broaștelor.
Astfel, autorul a fost inspirat de acestea în locul armoniei celeste a Parnasului. El supune bunăvoinței cititorului rezultatul muncii lui.

### Cântecul I
Naratorul invocă muza care l-a inspirat pe Homer în scrierea Batrahomiomahiei. O roagă să îl ajute să povestească întâmplările petrecute cu țiganii la vremea când Vlad Basarab Voievod le-a dat libertate și pământ. Cum au voit ei să-și aleagă o guvernare și un conducător, să meargă cu armele împotriva turcilor ce năvăleau în țară. Cum și-a vârât apoi necuratul coada între ei și au lăsat pământ și tot, împrăștiindu-se în cele patru zări.
Pe tărâmul beznei trăia o zână rea, numită Urgia, fiica diavolului Lucifer. Ea văzu că țiganii s-ar putea să o ducă mai bine, să trăiască mai drept, ba chiar să lupte împotriva sultanului Mahomed. Îi ceru atunci tatălui său să se împotrivească acestei schimbări.
Ucigă-l toaca se preschimbă într-o cioară și zbură tocmai între Alba și Flămânda, unde se afla șatra țigănească. În așteptarea poruncilor de la vodă, țiganii vorbeau despre viitoarea orânduire a vieții lor. Vodă tocmai îi făcuse din pribegi, oameni liberi, cu pământuri.
Fericit, bătrânul Drăghici, fierarul, îi sfătuiește pe cei tineri să întemeieze așezări, să-și lucreze pământul și să fie uniți. Și Goleman, ciurarul, este de aceeași părere și vine cu ideea să dea un nume țării lor. Mircea, căldărarul, spune că mai bine ar fi să cheme oameni cu carte ca să hotărască cum va fi. Burlă, lăiețul, zise dimpotrivă, că mai întâi și mai întâi ar trebui să se asigure de mâncare și băutură. Cucavel, ciurarul, le spuse și el să nu se mai bucure așa, că nu degeaba i-a înarmat Vodă și cine știe ce îi așteaptă. La aceasta Boroș, lingurarul, răspunse cu vitejie dar mai ales cu teamă că o să lupte și se vor ține tari.
Cioara făcu ce făcu și se scăpă în barba lui Goleman, băgând spaima în țigani. Ei socoteau spurcăciunea asta ca pe un semn rău. Numai Neagu, lingurarul, zise că e semn bun, că doar cioara este pasăre țigănească.
A doua zi, la șatră sosi Vlad Voievod, iar țiganii ieșiră în fața lui, îngrămădiți în cete. Întîi trecură ciurarii lui Goleman, având drept steag o piele de mânză albă și o margine de ciur. Urmară argintarii conduși de fălosul Parpangel, din spița craiului Jundadel, ce domnise cândva în India. Steagul lor era o cioară de argint. După ei, căldărarii starostelui Bălăban, sub steagul întruchipat de o tavă de aramă. Veniră apoi fierarii lui Drăghici, cu steag o tigaie de plăcinte, lingurarii lui Neagu, cu steag o lopată, aurarii viteazului Tandaler, cu steag o suliță de aur. Veniră apoi lăieții fără meserie, femeile și puradeii, sub o zdreanță de steag. Ei erau conduși de Corcodel, ghicitor în bobi, vraci și hoț.
Vlad Voievod le spuse tuturor că le-a dat mâncare, arme și moșie. A hotărât ca ei să-și așeze tabăra țigănească între Inimoasa și Bărbătești, la Spăteni.

## Repere critice
Budai-Deleanu este un om cu desăvârșire occidental, fără a pierde nimic din spiritul ardelean. Autorul tratează cuvintele ca pe niște făpturi, dându-le, pe loc, la rima, genul și terminația necesară. Astfel, femela dracului devine dracă, palata este femininul pentru palat și întâmplarea este jeloasă.
Autorul are „simțul artei ca joc, intuiția gratuității și a absurdității”, iar personajele devin pretexte pentru o „comedie a literaturii” (Nicolae Manolescu). Opera reprezintă „epopeea fricii cronice și a preocupării pentru stomac”, ce parodiază motive literare consacrate ubi sunt și lumea pe dos. Personajele sunt întruchipări ale modalităților de receptare a textului: Onochefalos și Idiotiseanu afirmă că nu toate ce se scriu sunt adevărate (lectura naivă), Eruditian recunoaște împrumuturile de la alți scriitori (lectura savantă).
George Călinescu remarcă geniul verbal al autorului (invențiile verbale amintite anterior) și alegerile numelor personajelor (Aordel, Corcodel, Găvan, Ciormoi, Parpangel).
Țiganiada este documentul cel mai expresiv pentru stadiul limbii române literare de la sfârșitul secolului al XVIII-lea. Opera este considerată de Nicolae Manolescu drept „ultima noastră operă barocă în adevăratul sens al cuvântului”, barocul manifestând interes pentru artificial, extravagant, limbaj somptuos, ornat, bizar.

### Strategii textuale și argumentative
Luiza Petre Pârvan identifică, în structura complexă a operei, numeroase tehnici textuale (hipertext, intertext, paratext, metatext, arhitext) și tipuri discursive (narativ, argumentativ, conversațional, explicativ, descriptiv).
Prin parodie, ca intertext, autorul ironizează convențiile genului, creând o lume dezordonată și contradictorie. Idealurile morale, cum ar fi eroismul, patriotismul și sacrificiul pentru ceilalți, sunt depreciate și reduse la simulacru. Parodia acționează atât asupra temei, cât și asupra personajelor sau a "micro-secvențelor", care devin episoade comice lipsite de virtute sau solemnitate. Autorul merge chiar până la falsa intertextualitate, referindu-se constant la așa-zisele manuscrise de la Cioara sau Zănoaga.
Prin paratext, opera capătă un caracter explicativ și argumentativ. Paratextul aproape egalează cantitativ textul narativ propriu-zis, cuprinzând titlul, subtitlul, cele două prefețe, precum și stufoasele note de subsol. Acestea din urmă oferă cititorului cheile de lectură, dirijând astfel receptarea operei, fiind pe deasupra și o sursă savuroasă de umor.
Metatextul este utilizat prin două procedee principale. Primul constă în istoria încifrată a autorului și a textului propriu-zis, în care realitatea se îmbină cu ficțiunea, și care substituie românilor asupriți din Transilvania timpului pe robii țigani din vremea lui Vlad Țepeș. Al doilea tip de metatext se realizează prin intermediul celor 35 de comentatori din notele de subsol, fiecare cu metalimbajul propriu, și ia mai multe forme: explicativ, narativ și dialogal (schimb de replici între doi, trei, sau chiar patru comentatori).
Discursul argumentativ este de două tipuri: direct, prin vocea locutorului-autor sau a locutorului-narator, și indirect, prin vocile personajelor. Dialogul are un caracter oral, spontan. Locvacitatea îi caracterizează atât pe țigani, mari amatori de popasuri și taifasuri, cât și pe sfinți, diavoli și boieri deopotrivă. Opera în ansamblul ei poate fi considerată un manifest ficționalizat al unei intenții argumentative care invită cititorul să se întrebe de ce, nu doar cum, se spune ceea ce se spune.